# حطین
حطین (به عربی: حطین) یک روستای فلسطینی بود که اکنون در طبریه، اسرائیل واقع شده‌است. این روستا در جنگ عرب‌ها و اسرائیل (۱۹۴۸) به اشغال اسرائیل درآمد و بیشتر ساکنان بومی‌اش مهاجرت کردند. چون این روستا مکان رویداد نبرد حطین در ۱۱۸۷ میلادی است که در آن صلاح‌الدین ایوبی صلیبیون را شکست داد و فلسطین را از آنان بازپس گرفت، بدل به نماد ملی‌گرایی عربی شده است. 